# カラジャス
カラジャス (Carajás) は、ブラジル・パラー州南東部にある鉱山地帯である。カラジャス鉄山、アズールマンガン鉱山、ソセゴ銅山、サロボ銅山、オンサプーマ鉱山などの鉱山から構成されている。

## 概要
埋蔵量が世界最大の鉄鉱石の産地である。マンガン、ボーキサイトなども発見されている。
1980年代には、大カラジャス計画により鉱山開発が進められた。日本も資金協力と技術援助を行っている。
鉱山の開発はヴァーレにより進められている。
現在、世界の鉄鉱石相場の世界標準となっている。
このための燃料の乱伐により、深刻な森林破壊が発生している。
また、カラジャス鉄道によって、海沿いの港町であるサンルイスに鉄鉱石を送り、そこから輸出している。